# Rhiannon (singel Fleetwood Mac)
Rhiannon (alternatywny tytuł: Rhiannon (Will You Ever Win)) – singel amerykańsko-brytyjskiego zespołu Fleetwood Mac z albumu o tej samej nazwie wydanego w 1975 roku.
Wokalistka Stevie Nicks zaczęła pisać ten utwór po przeczytaniu książki "Triad" autorstwa Mary Leader, opowiadającej historię kobiety wierzącej w to, że jej dusza jest opętana przez kobietę o imieniu Rhiannon. W piosence pojawiają się także tematy odnoszące się do mitologii, magii i okultyzmu. 
Nicks nie znała historii o celtyckiej bogini Rhiannon, kiedy zaczęła pisać piosenkę, ale po poznaniu tego mitu stwierdziła, że słowa utworu pasują zarówno do opowieści przedstawionej w książce, jak i do historii z legend.

## Miejsca na listach przebojów
| Rok           | Lista              | Pozycja |
| ------------- | ------------------ | ------- |
| 11 marca 1978 | UK Official Charts | #46     |
| 6 marca 1976  | Billboard Hot 100  | #11     |

## Twórcy
Opracowano na podstawie materiałów źródłowych.
- Stevie Nicks - wokal, autorka utworu
- Lindsey Buckingham - gitara prowadząca, wokal wspomagający
- Christine McVie - keyboard, wokal wspomagający
- John McVie - gitara basowa
- Mick Fleetwood - perkusja